# Csolnok
Csolnok (németül: Tscholnok, Tschaunok) község Komárom-Esztergom vármegyében, az Esztergomi járásban.

## Fekvése
Budapesttől 40, Dorogtól 4 kilométerre található, Szentendre városával nagyjából azonos földrajzi szélességen, a Dorog–Tinnye közötti 1106-os számú mellékút mentén. Festői fekvésű település, hegyekkel és erdőkkel körülvéve. Legmagasabb pontja a Nagy-Gete hegy, amelynek gerincén vezet át az Országos Kéktúra nyomvonala. Szomszédos települések: Dorog, Leányvár, Dág, Sárisáp és Tokod.

## Története

### Birodalmi út Csolnokon át?
A Római Birodalom idején Gardellacán (mai nevén Tokodon), a római limest védte az ide épített castrum (erődítmény) és a benne szolgáló légió. Aquincumból (Óbuda) az erődhöz vezető út valószínűleg Csolnokon át vezetett. A mai annavölgyi erdőn keresztül vezető út néhány részén megtalálhatóak a korabeli római út alapjának eredeti részei. Azt, hogy a későbbi Csolnoknak volt-e lakossága ebben az időben, nem lehet pontosan tudni.
Esztergom környékén, a dunántúli területen számos korabeli római helység volt. Elképzelhető, hogy a későbbi Csolnok is lakott volt már ebben az időben. Három légió állomásozott Esztergom (Salva) környékén és élükön consularis (helytartó) állott. Csolnokhoz legközelebb (5-7 kilométerre) a Gardellaca castrumja volt, Brigetióban (Újszőny) egy légió megtelepült, ezt Alsó-Pannoniához csatolták.

### Magyar nemesek és az egyház tulajdona (1232-től)
Csolnokról az első írott emlék 1232-ből maradt fenn, amikor a Csolt nemzetség ősi birtoka volt. 1262-ben a szolgagyőri vár tartozéka, de az óbudai klarisszáknak is volt itt birtokuk. Az apátnő 1263-ban a rend csolnoki szőlőjéből átengedett egy részt a Nyulak szigetén (ma Margit-sziget) a Domonkos-rendi apácáknak. Plébániája az 1332-1337. évi pápai tized jegyzékében már szerepelt, s akkor a budai főesperességhez tartozott. Az 1531. évi adóösszeírás szerint Csolnok még mindig a Nyulak szigeti apácák birtoka.

### Török idők (1570-től)
A török időkben a falu - egyelőre még - lakott hely maradt. Az 1569. évben Pilis megyéhez tartozott, s ebben az időben 10 jobbágytelek után adózott. Lakói református vallású magyarok voltak, szervezett egyházközséggel és templommal. Egy évvel később már csak 8 porta fizette az adót. A falu és határa a budai pasa, illetve az esztergomi bég fennhatósága alá tartozott. II. Mátyás 1608-ban az egész falut a budai klarisszáknak adományozta. Az 1647. évi esztergomi összeírás szerint 6 porta után volt adóköteles a falu. Az „elnéptelenedés” 1696-ban vált jelentőssé, a felszabadító háborúkkal járó pusztítások és betegségek miatt, de néhány év múltán ismét benépesült.

### „Sváb” betelepítések 1699-től
A török uralom után a felszabadult országrészek elnéptelenedettsége elkerülhetetlenné tette a betelepítéseket. A gazdasági fellendülés és a munkaerő biztosítására, a „rebellis” magyarok ellensúlyozására, német és szlovák lakosokat kellett a magyar falvakba betelepíteni. A betelepítéseket a Habsburg hatóságok, az Udvari Haditanács, az Udvari Kamara, majd később a gazdagabb földesurak szervezték és bonyolították le. Csolnokra szinte kizárólag német ajkú - „sváb” - lakosokat telepítettek be, különböző német tartományokból.

### Szénbányászati múlt (1781-től)
A Dorog-Esztergom vidék szénbányászatának első írásos emléke Csolnokhoz fűződik. 1781. január 21-én Rückschuss Antal Ruhr-vidéki bányász és Krempf József Csolnok német nyelvű bírája írásban megállapodott a Miklósberek területén kitermelt szén ellenértékének befizetéséről. A kitermelt szén mintegy 50 mázsa, ami a paplak fűtésére elegendő volt. A szénbányászat egészen az 1970-es évekig tartott, és a termelési csúcs éveiben ez több millió tonna szenet jelentett évente, az egész "szénmedence" tekintetében. Volt bányászok és bányamérnökök szerint, még több száz évre elegendő szén maradt a térségben a föld alatt.Az 1990-es években felújították a Borókási tárót, de a termelés nem indult újra.Manapság a bányáknak csak romjait lehet látni.A településen működő bányászati múzeumban megtekinthető a település bányász múltja.

### Csolnok a II. világháború alatt (1944. december 24. - 1945. február 13.)
A faluban még élő idősebb emberek elbeszélése szerint 1944. december 24-én - szentestén - a falu nagy többsége az éjféli misén volt a templomban, majd sietve igyekeztek haza, mert már ágyúdörgéseket hallottak. Csolnok lakossága nagyon megszenvedte a II. világháborút, mert itt záródott Budapest ostromgyűrűje. Az elbeszélések szerint Dág felől jött be az első szovjet tank amit a németek a falu végén levő majorságnál, a kanyarban kilőttek. A Vörös Hadsereg Battonyánál 1944. szeptember 23-án érte el a trianoni országhatárt. A szovjet csapatok Rogyion Jakovlevics Malinovszkij (a 2. Ukrán Front parancsnoka) és Fjodor Ivanovics Tolbuhin (a 3. Ukrán Front parancsnoka) marsallok irányítása alatt nyomultak előre az országban. A második világháborúban a Magyarországon harcoló 2. és 3. Ukrán Front csapatai Esztergomnál egyesültek. Csolnokot 1944. december 25-én reggel nyolc órára vették birtokba a szovjetek. December 26-án a falu közelében lezuhant egy magyar Levente II típusú repülőgép. A gép pilótája, Papp Ferdinánd megsérült, majd fogságba esett, de végül megszökött. Társa, Szabolcs Alajos szakaszvezető a helyszínen életét vesztette. 1944. december 26-án bezárult a gyűrű a Budapesten és környékén védekező német és magyar haderő körül. A főváros ostroma 1944. december 30-án kezdődött és 1945. február 13-án Buda szovjet elfoglalásával ért véget.

### Munkatábor a faluban (1953-1956)
1953-tól kezdve a kommunisták lágert működtettek a területen, ahol különféle – jellemzően koncepciós – perekben (például: szórólapterjesztés, „szervezkedés”, feljelentési kötelezettség elmulasztása, vagy vallásos tevékenység miatt) elítélt politikai foglyok, elsősorban „kulákok”, papok és a nem kellőképpen rendszerhű értelmiségiek dolgoztak, embertelen körülmények között a szénbányászatban. A tábor megszervezésének három fő motivációja volt: 1. ingyenes (rabszolga-) munkaerő a szén kitermeléséhez és az energiaéhség csillapítására; 2. a politikailag nemkívánatos elemek izolálása; 3. a megtelt vagy megszüntetett más lágerek helyeinek a pótlása, illetve mentesítése. Különösen érdekes, hogy a falu idősebb lakosai szerint Kádár Jánost is a csolnoki munkatáborba csukatta Rákosi Mátyás.
A csolnoki rabtábor Magyarország leghosszabb ideig működtetett rákosista büntetőtábora volt, az ország más területein korábban működött, majd az első Nagy Imre-kormány idején apránként bezárt büntető- és internálótáborokból is helyeztek ide olyan őrizeteseket, akiknek szabadlábra helyezését az előző évekénél konszolidáltabb rendszer sem tartotta kívánatosnak. A tábor működésének egy 1956. október 25. és október 28. között megtartott rabsztrájk vetett véget, melynek négy napos időtartama alatt a zendülésben részt vevő rabok nem voltak hajlandók feljönni a föld alatti munkahelyről (a IX. akna mélyéből) a felszínre. A Legfőbb Ügyészség a negyedik napon engedélyezte a tárgyalásokat a sztrájkoló rabokkal, ezt követően néhány napon belül minden itt őrzött rabot elengedtek. A rabtábor helye 1959-ben még felismerhető volt, de az 1970-es évekre lényegében mindent megsemmisítettek, ami a hajdani táborra emlékeztetett. Egykor itt őrzött rabok kezdeményezésére 1992 óta emlékmű őrzi a településen a rabtábor és az itt dolgoztatott rabok emlékét.

### Csolnok az 1970-es években
A „konszolidálódott” szocializmusban jól éltek az emberek. Sok családban jellemző volt, hogy a férj bányászként dolgozott, az asszony nevelte gyerekeket, a háztartást vezette, a kiskertet- a földet művelte, az állatokat gondozta (disznót, tyúkot, libát, nyulat), otthon háztartásbeliként. A legtöbb család megtermelte a zöldség-, gyümölcs- és hússzükségletét, illetve mellékjövedelem szerzése végett állatokat – például nyulakat – tenyésztett. A környező hegyoldalakon a szőlők, a határban a szántóföldek rendben és szépen művelve voltak. A sváb származás még nagyon erősen érződött, a mindennapokban beszélt nyelven. A legtöbb sváb családból származó gyerek, csak az óvodába, vagy az általános iskola első osztályába kerülés után tanult meg kellőképpen magyarul. A nemzetiségi kultúrát megőrizték a sváb kötődésű tanárok, például kultúrcsoportokat, kórusokat, fúvószenekarokat működtettek.

## Betelepítések

### A betelepítés első üteme
A török uralom után a felszabadult országrészek elnéptelenedettsége elkerülhetetlenné tette a betelepítéseket. A bécsi udvar betelepítési politikája már a XVII. század végén éreztette hatását. Ilyen hatás volt például
Dorog betelepítése 1694-ben, a Svábföldről, Süttő betelepítése 1699-ben Elzászból, illetve Csolnok első betelepítése ugyanonnan. Ekkor, 1700-ban 18, 1715-ben 34 család lakta a falut, és ezek közül 8 család német származású volt. A magyarok általában református, a németek katolikus vallásúak voltak. Utóbbiak vallás és egyház szempontjából Doroghoz tartoztak. Az 1731. évben már összesen 38 család lakott a községben. Az 1738. év elején, a pár hónapig tartó pestisjárvány meg tizedelte a község lakosságát A járvány miatt, az ekkor itt lakó magyar lakosság nagy része elköltözött, Úny, Tinnye és Nagysáp községekbe.

### A betelepítések második szakasza
A XVIII. század elején egyre nagyobb számban érkeztek német nemzetiségű telepesek az országba, leginkább Németország déli és nyugati részéből. A Dunántúl és ezen belül is főképpen a bakonyi, a vértesi, a budai hegyvidékek, illetve a baranyai, tolnai területek voltak a betelepítések fő színterei. A kamara arra törekedett, hogy Buda körül megbízható lakosokból álló körzet alakuljon ki. Komárom megyében Eszterházi József, a tatai uradalom birtokosa Elzászból, a Rajna vidékéről, Würtenbergből és Bajorországból telepített németeket. Esztergom megyében az érsek nevéhez fűződött a betelepítés, amelynek végrehajtásában gróf Grassalkovich Antal járt az élen. A szlovákokat a hegyes vidékekre (Pilisszentkereszt, -szentlászló, -szentlélek, -szántó, Kesztölc, Piliscsév), a németeket pedig az elnéptelenedett falvakba (Dorog, Csolnok, Leányvár, Pilisvörösvár, Pilisszentiván, Piliscsaba, Solymár, Perbál stb.) telepítették. Az embereket, főleg a szaktudással rendelkezőket pedig onnan hozták, ahol a legnagyobb volt akkoriban a túlnépesedés, legfőképpen a Rajna környékéről, Elzászból.
Pesty Frigyes történetíró (1823–1889), aki elsőnek foglalkozott helytörténeti feldolgozásokkal, az 1864-ben készült Magyarország helységnévtárában a következőket írta a csolnokiakról: „Die deutsche Einwohner vermuten ihre Abstammung aus Asatzia zu haben” (magyarul: a német lakosság úgy véli, hogy származásuk Elzászból való). Ezt alátámasztja az is, hogy Csolnok lakosai megtartották a Rajna-frank nyelvi alapot, de ezt módosította a környék bajor-osztrák származású lakosainak nyelvjárása és így később kialakult a Csolnokon jellemzően beszélt Rajna-bajor kevert nyelvjárás. A második betelepítési hullám 1738-tól 1749-ig tartott. A legnagyobb betelepülő csoport – a falu jelenlegi német lakosságának több mint a fele –, körülbelül 400 lélek egy időben érkezett, az 1749. évben. Ez volt a „nagy svábvonulás (költözés)”, azaz a „Der Grosse Schwabenzug”. A csolnokiak tehát Elzászból valók, a Rajna hegyes-dombos vidékéről. Gróf Grassalkovich Antal – mint kamaraelnök –, aki a klarisszáktól átvette e környék uradalmait, Csolnok kegyura is volt. Mint ilyen a nagy pestisjárvány után hálából új templomot építtetett, az 1700 körül épült régi templom helyett. Valószínű, hogy a korábbi templom református volt, és a mai templom mellett található tanítói lakások helyén állhatott annak idején. A korábbi templom romjaiból épült az új, mai templom.

### A betelepítés harmadik része
Az 1782. évben hatalmas tűzvész pusztított a faluban, 48 ház leégett, a megsemmisült házak lakóinak többsége Leányvárra és Dágra költözött. A harmadik betelepítési hullámmal – 1785 és 1786-ban –, egy újabb csoporttal, az előzőnél lényegesen kisebb számú csoporttal bővült a község lakossága, akik az elköltözöttek helyére érkeztek. A három fő bevándorlási hullámmal érkezett, vegyes etnikai összetételű lakosság – a gróf Grassalkovich által betelepített szlovákokkal és telepesekkel együtt –, az első bevándorlás óta eltelt több mint 250 év alatt összeolvadt, asszimilálódott. Ma már nehéz megállapítani, hogy melyik család ősei jöttek az első, a második vagy a harmadik hullámban.

## Közélete

### Tanácselnökei (1950–1990)
- 1966–1989: Papp Ferenc

### Polgármesterei (1990-től)
- 1990–1994: Bérces József (független)[9]
- 1994–1998: Bérces József (Nemz. Kult. Egy.-CSSZE)[10]
- 1998–2002: Bérces József (független német kisebbségi)[11]
- 2002–2006: Bérces József (független német kisebbségi)[12]
- 2006–2010: Bérces József (független)[13]
- 2010–2014: Tafferner József (független)[14]
- 2014–2019: Kolonics Péter Józsefné (független)[15]
- 2019–2024: Kolonics Péterné (független)[16]
- 2024– : Kolonics Péterné (független)[1]

## Önálló plébánia alapítása
Gróf Grassalkovich még az 1738. évben önálló plébániát szerveztetett Csolnokon. Az első anyakönyvi bejegyzések ettől az évtől kezdve íródtak. Már a második sváb betelepítés tart, amikor a templomépítés elkezdődik és a 9 éve szentté avatott „új szent” nepomuki szent János lesz a svábok példaképe és a templom védőszentje. A csolnoki templom tehát 1988-ban ünnepelte 250 éves jubileumát.

### A csolnoki plébánosok névsora, 1738-tól
- 1738 – 1742 Apranics István (hozzá tartozott Dorog is)
- 1742 – 1779 Kurbel Pál
- 1779 – 1811 Krell Mihály (jezsuita)
- 1811 – 1830 Veszelovszky Károly
- 1854 Szeicsek János (Tirnaui) (trnavai apát)
- 1854 – 1855 Haskó József
- 1855 – 1876 Csitta Károly
- 1876 – 1877 Reit Imre
- 1877 – 1881 Farkas Sándor
- 1881 – 1892 Levaki …. Anton
- 1892 – 1896 Csáky Cemlini György
- 1896 – 1918 Zahratka Ferenc
- 1918 – 1920 Maninger Károly
- 1920 – 1930 Majoros Károly (templom látogatottság 3-4 férfi, 6-7 nő)
- 1946 – 1950 Fery Antal
- 1957 – 1958
- 1958 – 1962 Puhovszky István
- 1962 – 1978 Dombos József Fülöp
- 1979 – 1988 Benko Tibor
- 1988 – 1993 Béla Csaba László
- 1993 – 2010 Dr. Szeifert Ferenc
- 2010 – 2017 Dr. Berkowicz Péter András (lengyel, Pjotr Berkowicz dr.)
- 2017 Feldhoffer Antal
- 2017 – 2020 Dr. Kulcsár Sándor
- 2020 – Rajk János

## Csolnok és a szénbányászat

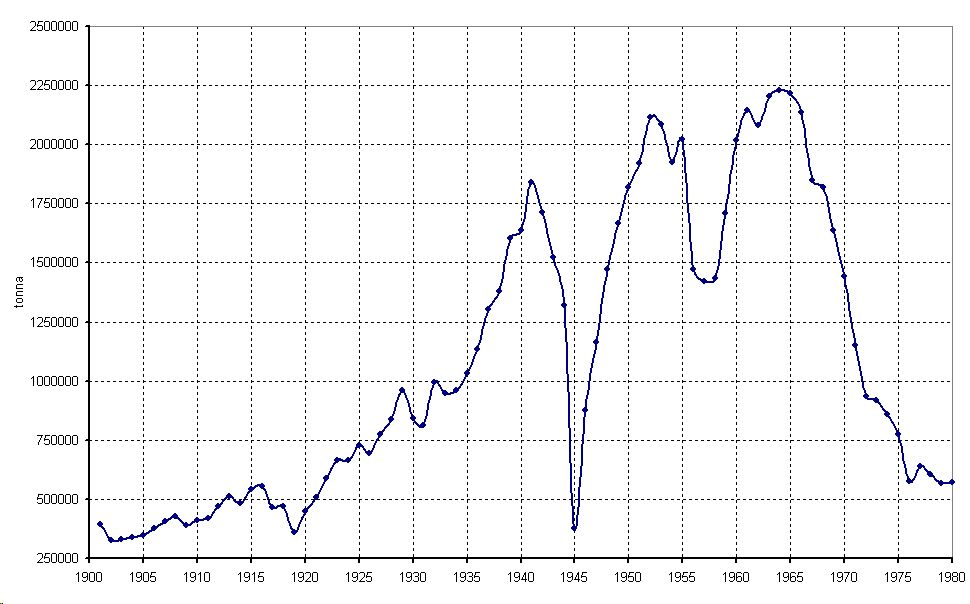
A Dorogi-medence széntermelésének változása 1900 és 1980 között

Több mint 200 évig az itt élő emberek egyik fő megélhetési forrását jelentette a bányászat.
A szénbányászatról szóló első szerződést 1781. január 27-én kötötte Rückschuss Antal Ruhr-vidéki bányász a csolnoki bíróval, Krempf Józseffel. Az első bánya Csolnokon a Miklósbereken nyílt meg, majd 1795-ben Annavölgyön is megindul a bányászat, vagyis a dorogi szénmezők felfedezésének a fogalmát és időpontját, inkább a csolnoki szénmezők felfedezésének az időpontjához kell hozzárendelni. 1843-ban Dorogon is bánya nyílik a Kőszikla északi peremén, amelynek műveléséről 1845-ben kötöttek szerződést.

## Népesség
A település népességének változása:
| Lakosok száma | 3166 | 3152 | 3111 | 3107 | 3103 | 3079 | 3071 |
|               | 2013 | 2014 | 2015 | 2021 | 2022 | 2023 | 2024 |

A 2011-es népszámlálás során a lakosok 83,9%-a magyarnak, 0,3% cigánynak, 40,7% németnek, 0,2% románnak, 0,5% szlováknak mondta magát (15,7% nem nyilatkozott; a kettős identitások miatt a végösszeg nagyobb lehet 100%-nál). A vallási megoszlás a következő volt: római katolikus 54,4%, református 2%, evangélikus 0,4%, felekezeten kívüli 11,6% (30,2% nem nyilatkozott).
2022-ben a lakosság 88,7%-a vallotta magát magyarnak, 23,1% németnek, 0,3% cigánynak, 0,3% szlováknak, 0,2% örménynek, 0,1-0,1% bolgárnak, ruszinnak, ukránnak és románnak, 2% egyéb, nem hazai nemzetiségűnek (11,1% nem nyilatkozott; a kettős identitások miatt a végösszeg nagyobb lehet 100%-nál). Vallásuk szerint 35,4% volt római katolikus, 2,7% református, 0,5% evangélikus, 0,5% görög katolikus, 1,2% egyéb keresztény, 0,5% egyéb katolikus, 15,3% felekezeten kívüli (43,7% nem válaszolt).

## Nevezetességei
Itt forgatták a nagysikerű Taxidermia című film első részét, illetve Az öreg bánya titka című tévésorozatot.

### A Nepomuki Szent János katolikus templom
| Templom képe                   | Főoltár kép                    | Rövid leírás | GPS koordináták |
| ------------------------------ | ------------------------------ | --- | --------------- |
|                                |                                | Gróf Grassalkovich Antal építtette 1767 és 1775 között. A templomban több olyan festmény van, amit a betelepülő svábok hoztak magukkal Németországból |                 |
| Szent Borbála bányász templom. | Szent Borbála-templom főoltár. | |                 |
|                                |                                | |                 |